# トーレン
トーレン（オランダ語: Tholen [ˈtoːlə(n)] ( 音声ファイル)）は、オランダ南西部のゼーラント州にある基礎自治体（ヘメーンテ。以下、本稿では便宜上「市」と表記する）。市名は、市内で最も人口の多いトーレン町に由来する。
以前は島だった2つの半島からなる。南部の大きい半島をトーレン、北部の小さい半島をシント・フィリプスラント (Sint Philipsland) という。クラッベンクレーク (Krabbenkreek) という湾（かつては海峡）が、この2つを分かっている。東は以前スヘルデ川の分流であったが、現在はスヘルデ＝ライン運河の一部となっているエーントラヒト川、南は東スヘルデ川、西はケーテン＝マストハト海峡、北はクランマー海峡である。

## 地区
シント・フィリプスラント側には、下記の3つの村がある。
- シント・フィリプスラント (Sint Philipsland)
- アンナ・ヤコバポルダー (Anna Jacobapolder)
- スロイス (Sluis)

トーレン側は、下記の7つの地区からなる。
- アウト＝フォッセメール (Oud-Vossemeer)
- ポールトフリート (Poortvliet)
- スヘルペニッセ (Scherpenisse)
- シント・アンナラント (Sint Annaland)
- シント・マールテンスデイク (Sint Maartensdijk)
- スタフェニッセ (Stavenisse)
- トーレン (Tholen)

2013年に作製されたトーレン市の地図

## 姉妹都市
- イワヴァ（ポーランド）

## ギャラリー

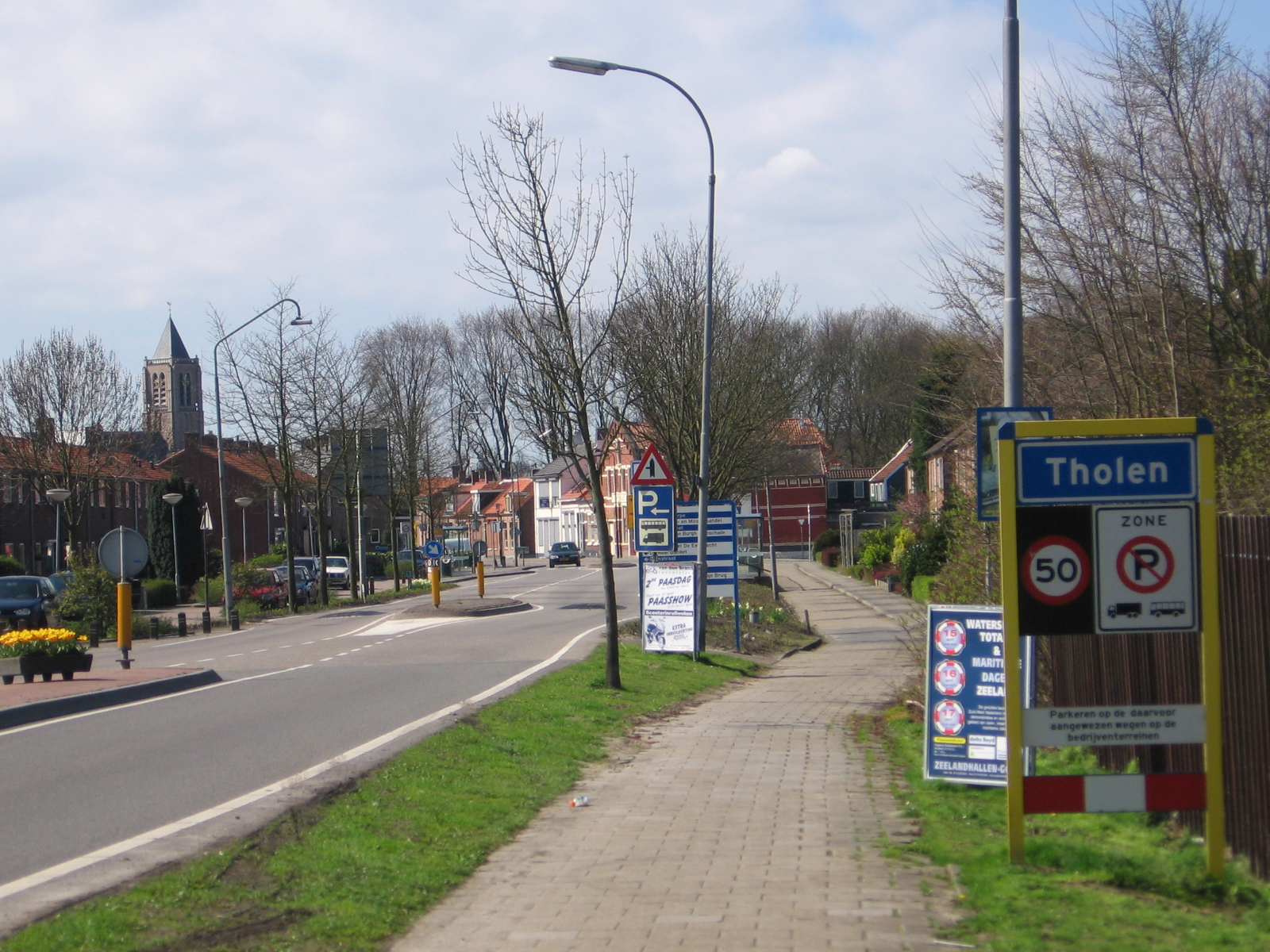
市街の北の境界
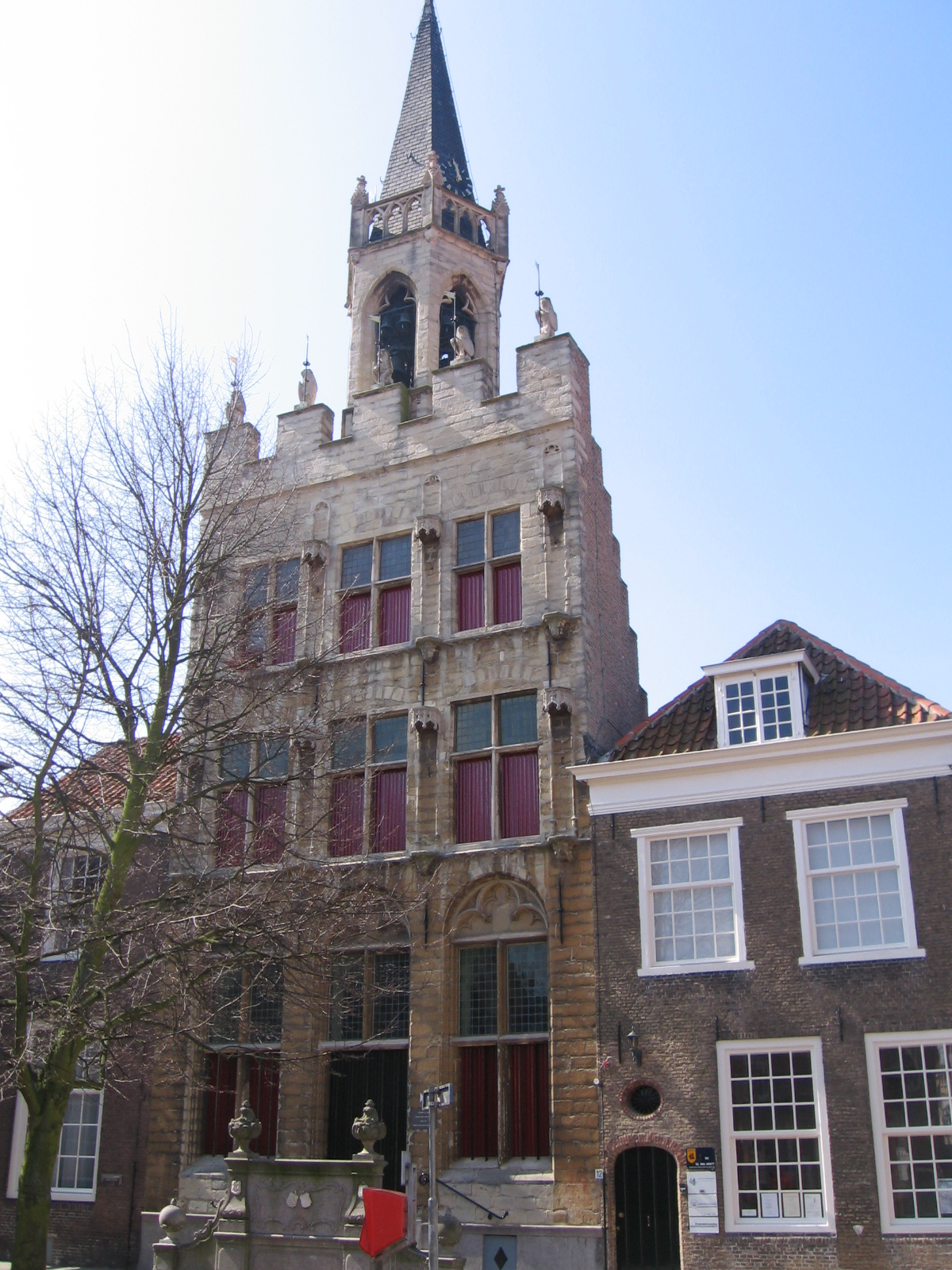
旧市庁舎
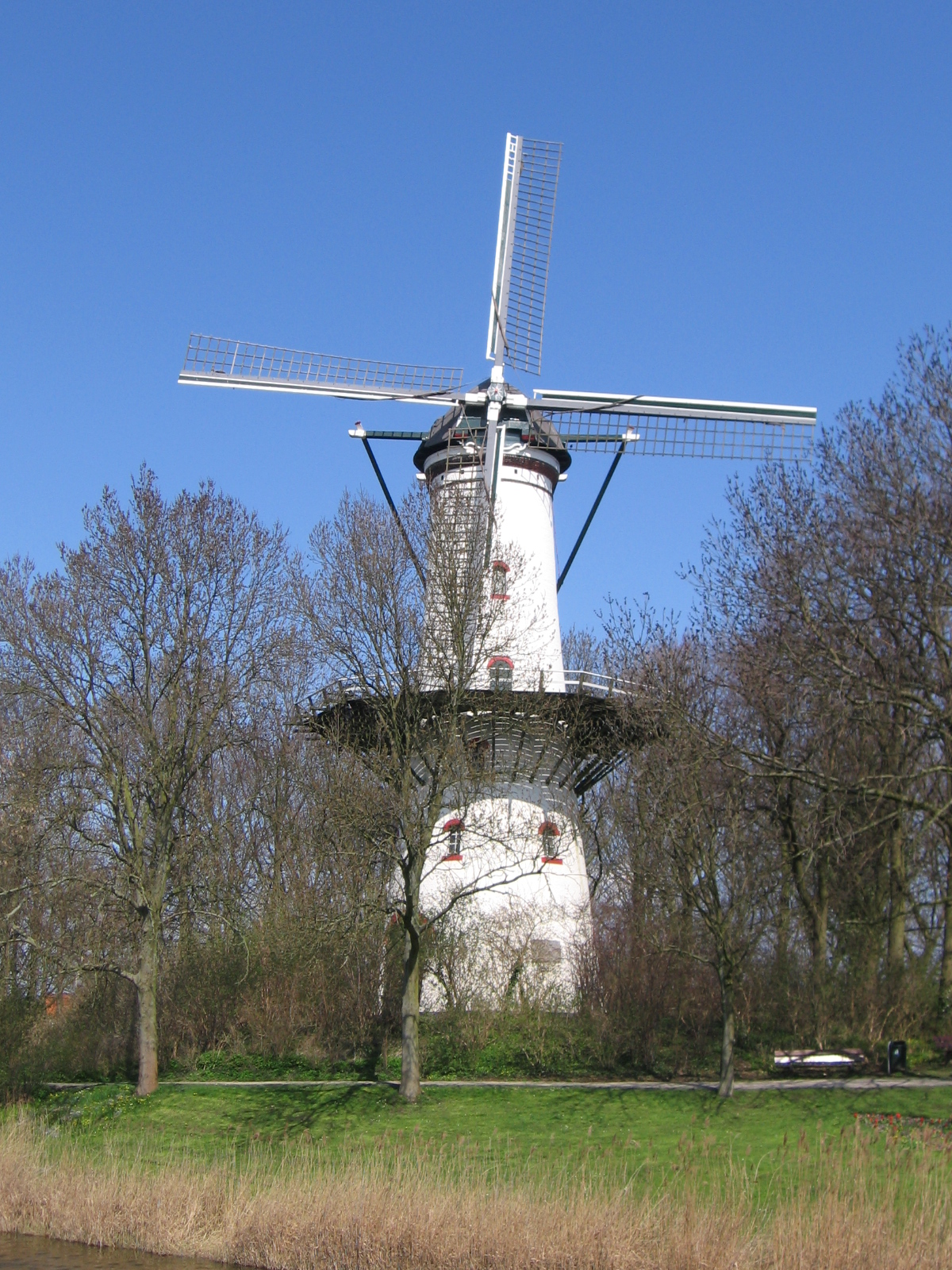
デ・ホープ風車
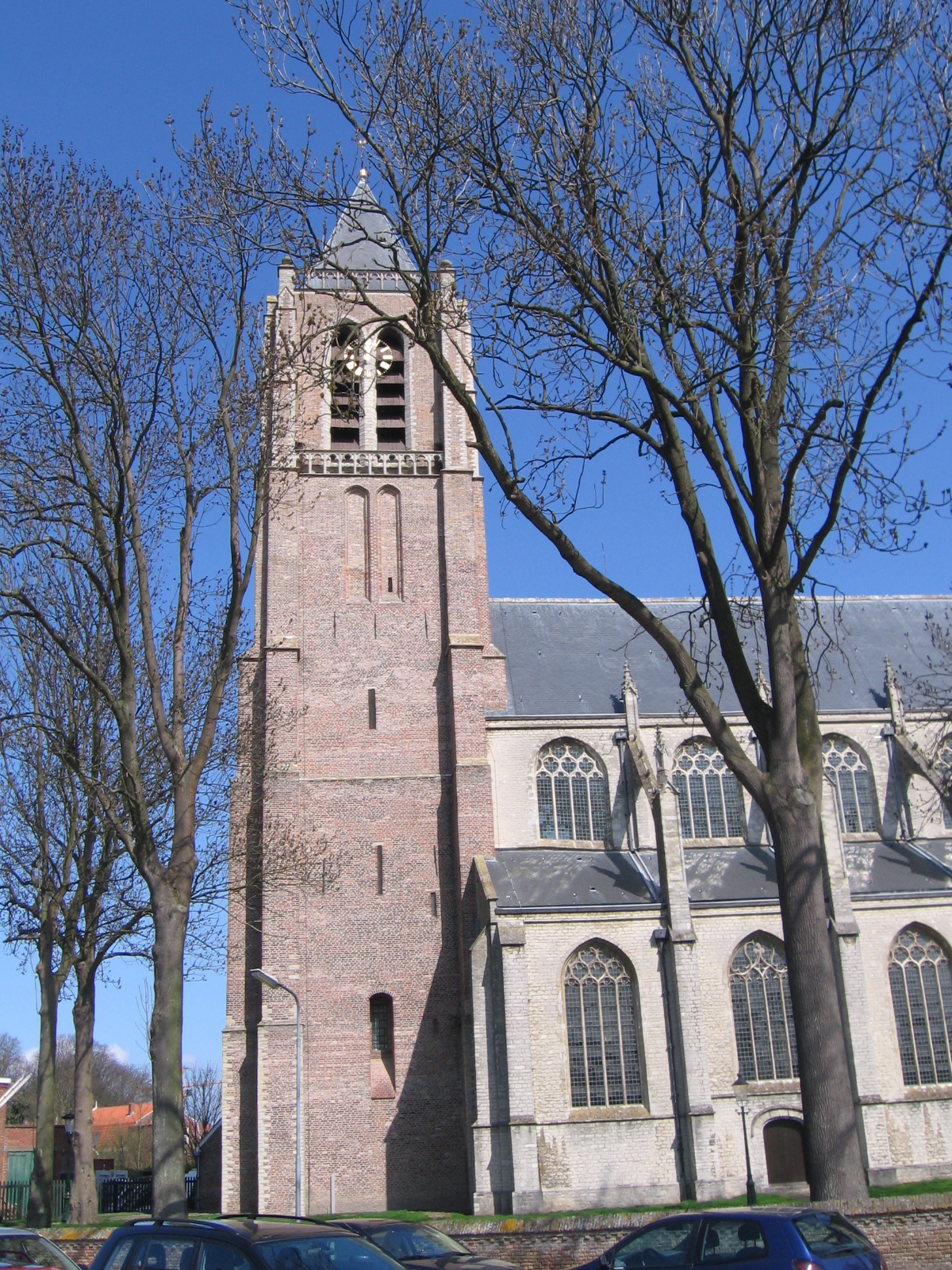
大教会
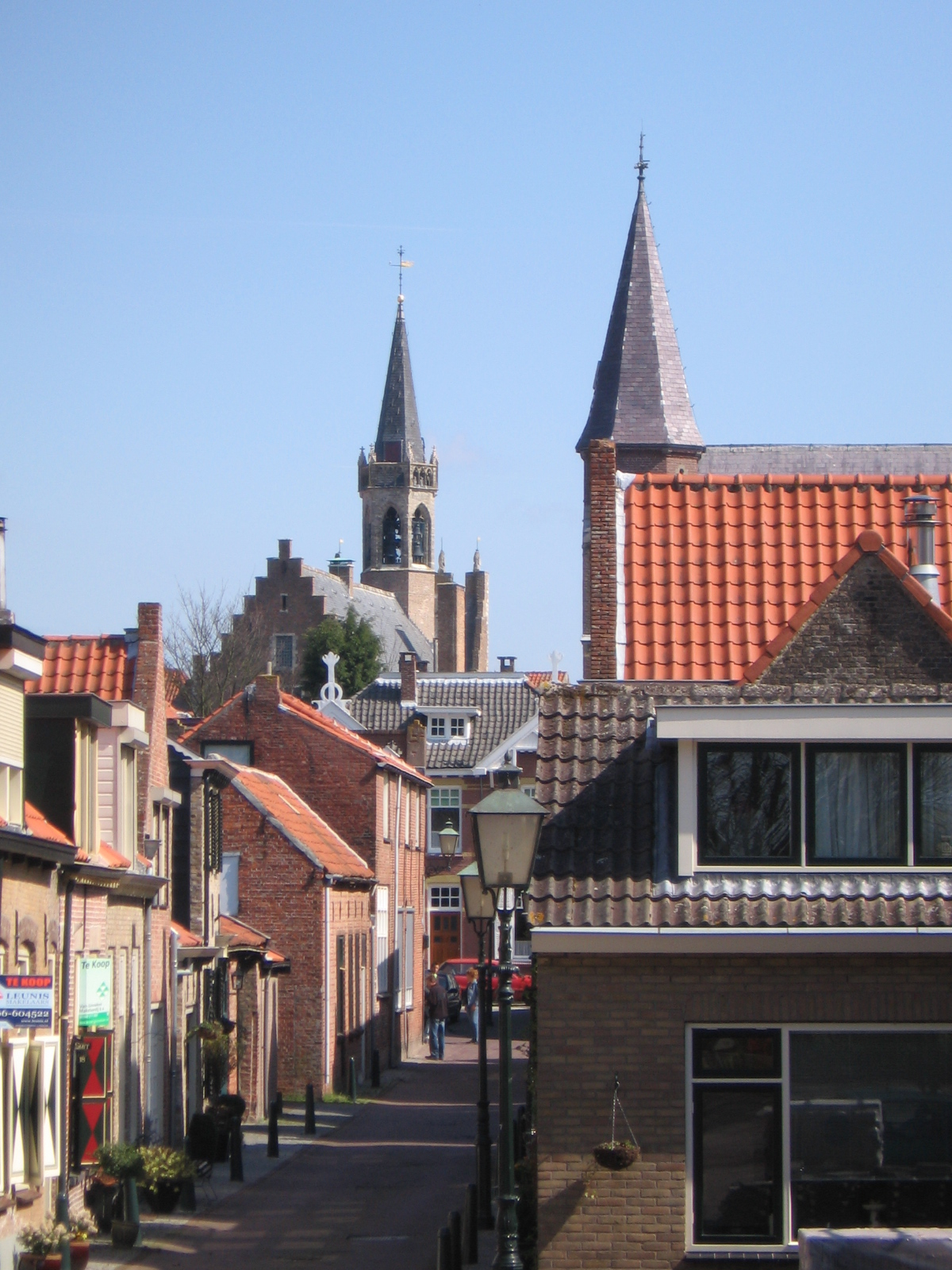
フェンケル通り
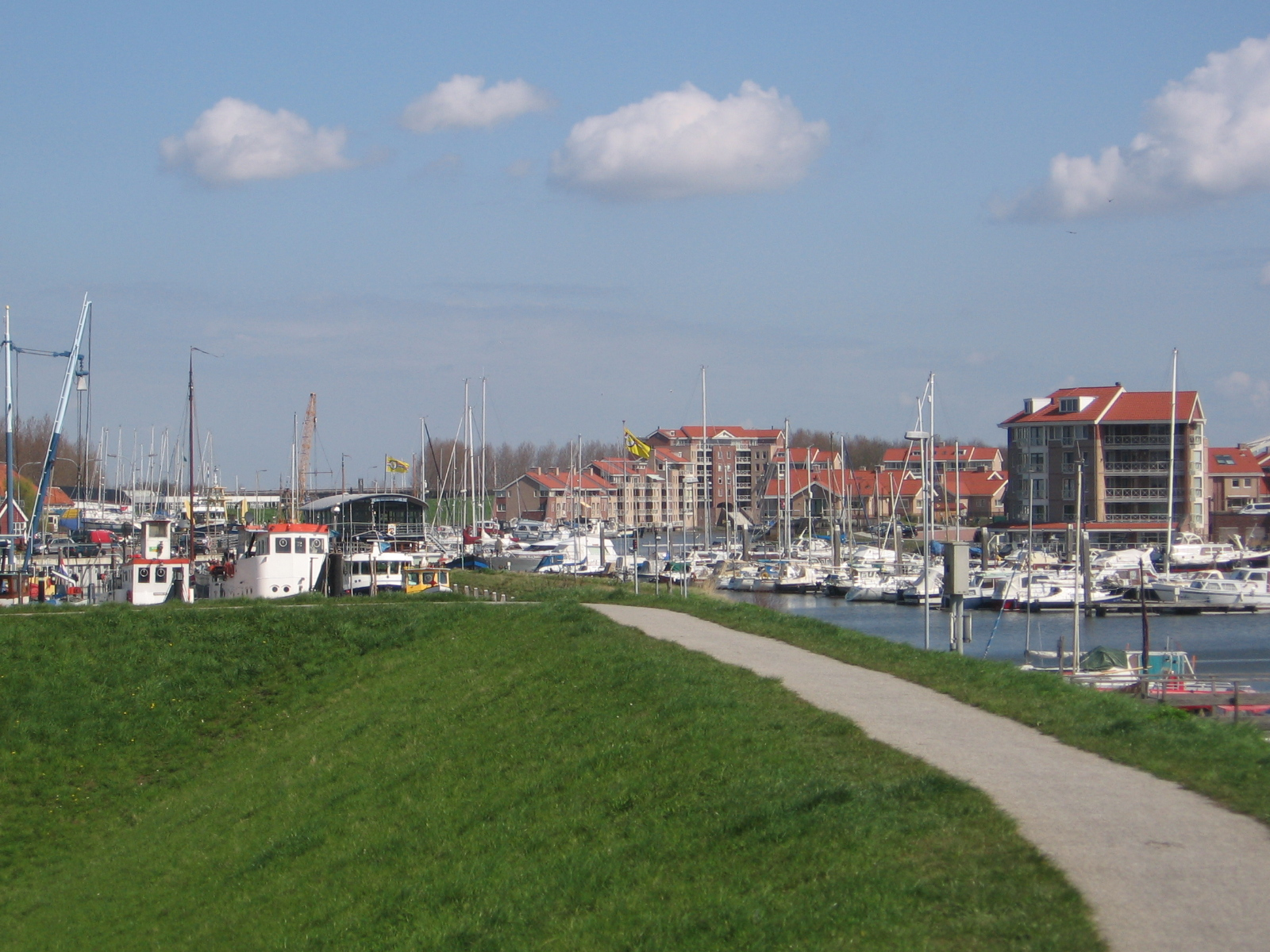
港
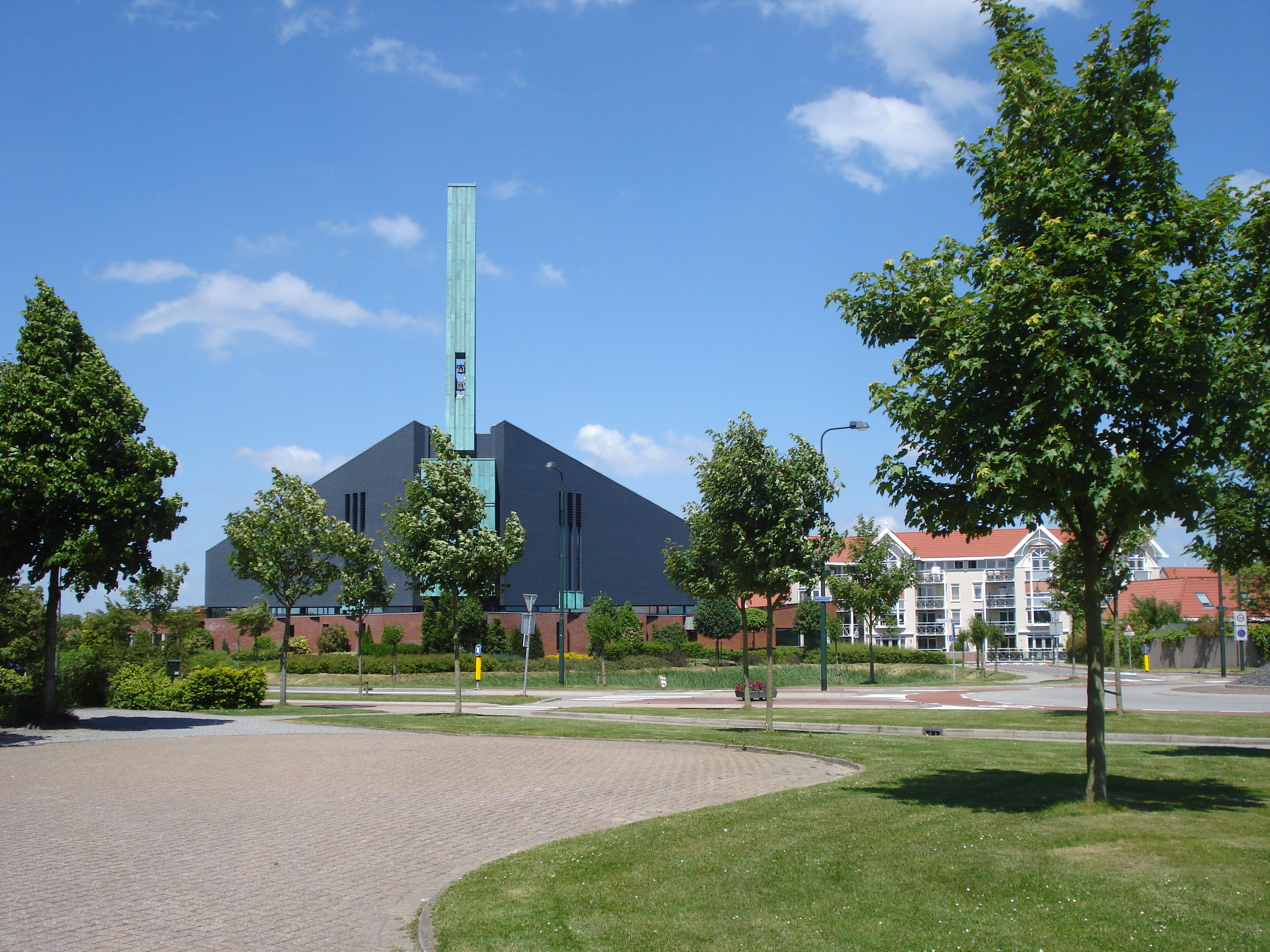
トーレン改革派教会